# Spanier-Beschluss
Der Spanier-Beschluss des Bundesverfassungsgerichts vom 4. Mai 1971 ist eine wichtige Entscheidung im Rechtsgebiet des Internationalen Privatrechts. Sie konkretisiert zudem den grundgesetzlich geschützten Schutz von Ehe und Familie und die davon umfasste Eheschließungsfreiheit.

## Sachverhalt
Ein spanischer Mann und eine deutsche Frau wollten heiraten. Während der Spanier noch nie verheiratet war, war die Deutsche bereits in einer früheren Ehe, die im Jahr 1965 geschieden wurde.
Da Spanien keine Ehefähigkeitszeugnisse ausstellte, beantragte der Spanier eine Befreiung nach § 10 des damaligen Ehegesetzes, die der Standesbeamte jedoch ablehnte. Den Antrag auf gerichtliche Entscheidung wies das Oberlandesgericht Hamm zurück, weil es ein Ehehindernis nach dem Heimatrecht des Spaniers sah. Da das spanische Recht die Scheidung nicht kennt, sei die frühere Ehe der Frau nach spanischem Recht weiterhin rechtsgültig; somit entstünde eine verbotene Doppelehe, die einer Heirat im Wege steht. Nach Art. 13 EGBGB sei das spanische Recht auch für in Deutschland geschlossene Ehen maßgeblich; dies verstoße weder gegen europäisches Recht noch gegen das Grundgesetz.
Hiergegen wandten sich die Verlobten gemeinsam mit ihrer Verfassungsbeschwerde.

## Zusammenfassung des Urteils
Das Bundesverfassungsgericht erklärte die Entscheidung des Gerichts für unvereinbar mit Art. 6 Abs. 1 GG. Der Schutz von Ehe und Familie sei ein Grundrecht, das grundsätzlich auch auf Ausländer anwendbar ist.
Das Gericht schloss sich hierbei der herrschenden Meinung ausdrücklich nicht an, die eine Anwendbarkeit der deutschen Grundrechte auf Sachverhalte verneinte, die das Internationale Privatrecht tangieren. Die staatliche Gewalt ist nach Art. 1 Abs. 3 GG grundsätzlich an die Grundrechte gebunden, und dies könne nicht dadurch ausgeschaltet werden, dass die Anwendbarkeit dieser Grundrechte für Sachverhalte, die auch nur irgendwie ausländisches Recht berühren, verneint wird. Eine Person kann nicht einfach, ohne dass sie unter dem Schutz der Grundrechte steht, der Willkür des ausländischen Rechts ausgeliefert sein; die Behörden und Gerichte können Sachverhalte nicht einfach zum „grundrechtsfreien Raum“ erklären.
Die Anwendung ausländischen Rechts bei der Frage der Ehefähigkeit und eventueller Ehehindernisse sei zwar grundsätzlich nicht verfassungswidrig, auch wenn sie den deutschen Verlobten unter Umständen stärker belastet als bei alleiniger Anwendung deutschen Rechts, weil die Gesetze nach dem Heimatrecht des Ausländers strenger sind oder andere Voraussetzungen enthalten als das deutsche Recht.
Die konkrete Anwendung dieser Regelungen durch das Oberlandesgericht Hamm im hier vorliegenden Fall verstoße allerdings gegen die Eheschließungsfreiheit der deutschen Verlobten, weil so ihr Recht, die Ehe einzugehen, in verfassungswidriger Weise beschränkt wird. Die deutschen Gerichte können nicht gleichzeitig entscheiden, dass sowohl die frühere Ehe durch rechtskräftige Scheidung aufgelöst wurde, als auch dass diese Ehe noch fortbestehe. Die deutschen Gerichte dürfen sich nicht einfach ausländische Wertvorstellungen zu Eigen machen, um so der Deutschen die Ehe zu verwehren.

## Folgen des Urteils
Das Urteil führte zu einer umfassenden Reform des Internationalen Privatrechts, die im Jahr 1986 in Kraft trat. Nunmehr ist eine frühere Ehe kein Ehehindernis mehr, wenn sie in Deutschland rechtskräftig geschieden wurde, auch wenn das Heimatrecht des ausländischen Verlobten die Scheidung nicht kennt. Außerdem muss sich ausländisches Recht grundsätzlich an den deutschen Grundrechten messen lassen, sodass auch in anderen Fällen ausländisches Recht nicht anzuwenden ist, wenn dessen Anwendung im konkreten Fall zu einem untragbaren Ergebnis führen würde.